# 신일선
신일선(申一仙, 1912년 9월 21일 ~ 1990년 6월 3일)은 일제강점기의 배우 겸 가수이다. 본명은 신삼순(申三順)이다.

## 생애
경성부 출신으로 1921년에 동덕여학교 보통과에 입학하였다. 그러나 1924년에 학교를 중퇴하고 극단에 입단하여 배우가 되었다. 아직 어린 나이였으나 귀여운 용모로 주목을 받기 시작했다.
1926년에 함경남도 함흥부에서 공연하던 중 마침 함흥에 들른 복혜숙의 눈에 띄면서 나운규의 《아리랑》에 캐스팅되었다. 이 영화에서 가련한 영희 역을 잘 소화해낸 신일선은 일약 스타로 떠올랐다. '조선의 애인'으로 불리며 연이어 영화에 출연하게 되었다.
심훈이 연출한 《먼동이 틀 때》를 마지막으로 결혼설이 불거져 나왔다. 이때 언론에서는 신일선이 돈에 팔려 전라남도 화순군의 19세 부호와 결혼한다는 내용을 보도했다. 결혼 직후 신일선은 남편에게 조혼한 아내와 아들이 있고, 이혼도 하지 않은 상태임을 알게 되었다. 약 7년 여의 결혼 생활 끝에 아들 둘을 낳고 두 사람은 헤어졌다.
이혼 후인 1933년에 연예계에 복귀했다. 포리돌레코드에서 음반을 취입하여 가수로 돌아온 것이다. 가창력은 그리 뛰어난 편이 아니었다. 독창, 만담 등으로 공연 활동을 벌이고 1934년부터는 다시 영화에도 출연했다. 그러나 《아리랑》으로 얻은 어리고 가냘픈 누이동생의 이미지는 더 이상 지속되지 않았고, 영화계의 분위기도 그동안 많이 달려져 신일선의 영화계 복귀는 성공하지 못했다.
신일선은 《아리랑 3》를 마지막으로 연예 생활을 접고 잠적하였다. 이후 생활고 때문에 기생이 되었다가 유곽의 포주 첩으로 살고 있다는 소식이 들려왔다. 아들만 낳아주고 헤어져 두 번째 결혼 생활도 행복하지 못했다. 세 번째 결혼은 한국 전쟁 후 경기도 평택군에서 하게 되었으나 역시 경제적으로 넉넉치 못해 어려움을 겪었다.
1957년에 나운규 20주기를 기념하여 김소동이 《아리랑》을 제작했을 때 단역으로 특별출연하면서 다시 언론에 모습을 드러냈다. 이를 계기로 첫 결혼 때 얻었던 아들과 상봉하기도 했다. 선술집을 운영하던 중 건강이 나빠져 1968년부터는 경상북도에서 은둔 생활에 들어갔다. 1977년 한 차례 쓰러져 반신불수가 되었으며, 오랜 숙환을 앓은 끝에 1990년에 사망했다.
신일선은 한국 최초의 장편 영화 《아리랑》의 배우로서 나운규와 한국 영화 초창기에 대한 많은 증언을 남겼다. 그러나 굴곡이 많은 인생을 살면서 남긴 증언에는 잘못된 기억이 적지 않다는 지적도 있다.

## 참고자료
- 강옥희,이영미,이순진,이승희 (2006년 12월 15일). 《식민지시대 대중예술인 사전》. 서울: 소도. 188~190쪽쪽. ISBN 9788990626264.